# Jose Kleinsmit
Jose Kleinsmit, né le 19 août 2005, est un coureur cycliste sud-africain. Il participe à des compétitions sur route et sur piste. 

## Biographie
Dans les catégories de jeunes, Jose Kleinsmit accumule les titres de champion d'Afrique du Sud. Il connait aussi diverses sélections en équipe nationale. Sous les couleurs de son pays, il participe notamment aux championnats du monde juniors en 2022 et 2023, sur route et sur piste. 
En 2024, il est membre du Zuyd Cycling Team, un club néerlandais. L'année suivante, il devient champion national dans la poursuite individuelle et par équipes, chez les élites.

## Palmarès sur route
- 2022
  -  Champion d'Afrique du Sud sur route juniors
  -  Champion d'Afrique du Sud du contre-la-montre juniors
- 2023
  -  Champion d'Afrique du Sud sur route juniors
  -  Champion d'Afrique du Sud du contre-la-montre juniors

## Palmarès sur piste

### Championnats nationaux
- 2022[1]
  -  Champion d'Afrique du Sud de poursuite juniors
  -  Champion d'Afrique du Sud du scratch juniors
  - 3e du championnat d'Afrique du Sud du kilomètre juniors
  - 3e du championnat d'Afrique du Sud de course aux points juniors
  - 3e du championnat d'Afrique du Sud de l'élimination juniors
- 2023[2]
  - 2e du championnat d'Afrique du Sud de l'élimination juniors
  - 2e du championnat d'Afrique du Sud de l'américaine juniors
  - 2e du championnat d'Afrique du Sud de course aux points juniors
- 2025[3]
  -  Champion d'Afrique du Sud de poursuite
  -  Champion d'Afrique du Sud de poursuite par équipes (avec Bradley Gouveris, Kellan Gouveris et Rhys Burrell)
  - 2e du championnat d'Afrique du Sud de l'américaine